# Guengalaenus

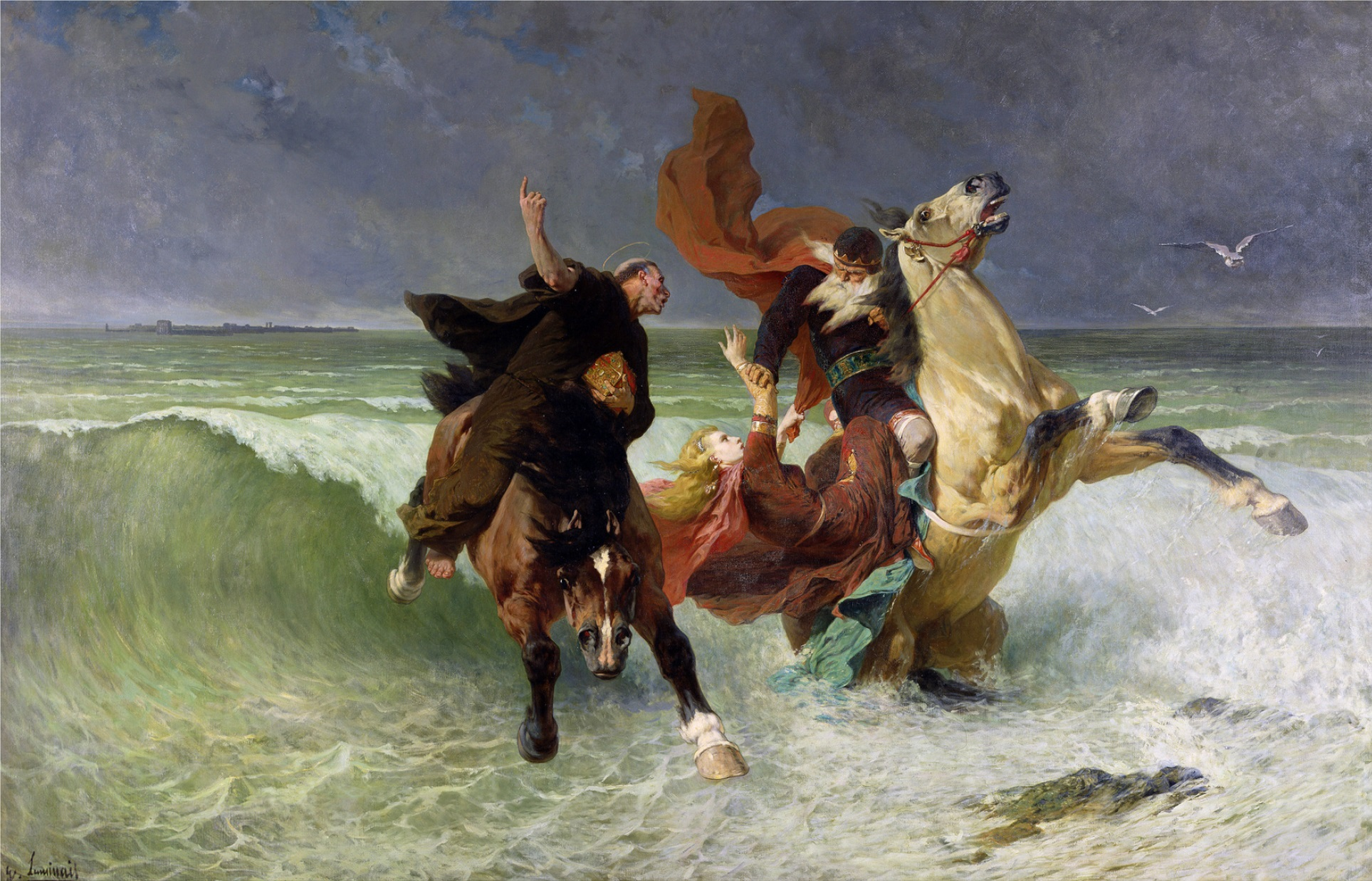
Darstellung des Heiligen mit dem legendären König Gradlon von Ys.

Der heilige Guengalaenus (* nach 460 in Wales; † 532 (?) in der Bretagne) war ein Benediktiner und Missionar. Das Zentrum seiner Verehrung befindet sich in der Bretagne. Es existieren über 50 Variationen seines Namens. In Frankreich gebräuchlich ist Guénolé. Variationen sind unter anderem Winwaloe oder Winwallus.
Sein Gedenktag ist der 3. März.

## Leben
Guengalaenus soll der Gründer der Abtei von Landévennec gewesen sein, war aber vermutlich zu Beginn des 6. Jahrhunderts dort Abt. In der Abtei entwickelte sich seine Verehrung als Heiliger. Der dortige Abt Wurdestin verfasste vor 884 Guengalaenus' Lebensbeschreibung. Der Überlieferung nach floh seine Familie vor den einfallenden Angelsachsen aus Wales in die Bretagne, wo Guengalaenus in einem Kloster auf der Île de Bréhat aufgezogen wurde. Danach führte er ein Leben als Einsiedler und gelangte schließlich nach Landévennec. Seine Verehrung entwickelte sich im 10. Jahrhundert in Nordfrankreich und im südlichen England. Der Ort Saint-Guénolé, ein Ortsteil von Penmarch, trägt seinen Namen. In der Bretagne wird er mit der Legende um die versunkene Stadt Ys und deren König Gradlon in Verbindung gebracht. Eine Darstellung dazu findet sich auf einer Glasmalerei in der Kirche St-Guénolé von Batz-sur-Mer.